# Thoissia
Thoissia ist eine französische Gemeinde im Département Jura in der Region Bourgogne-Franche-Comté. Sie gehört zum Arrondissement Lons-le-Saunier und zum Kanton Saint-Amour. 
Die Nachbargemeinden sind Montagna-le-Reconduit im Norden, Andelot-Morval im Osten, Nantey im Süden und Les Trois-Châteaux mit Nanc-lès-Saint-Amour im Westen und L’Aubépin im Nordwesten.

## Bevölkerungsentwicklung
| Jahr                       | 1962 | 1968 | 1975 | 1982 | 1990 | 1999 | 2008 | 2017 |
| Einwohner                  | 45   | 36   | 30   | 26   | 27   | 24   | 36   | 36   |
| Quellen: Cassini und INSEE |      |      |      |      |      |      |      |      |

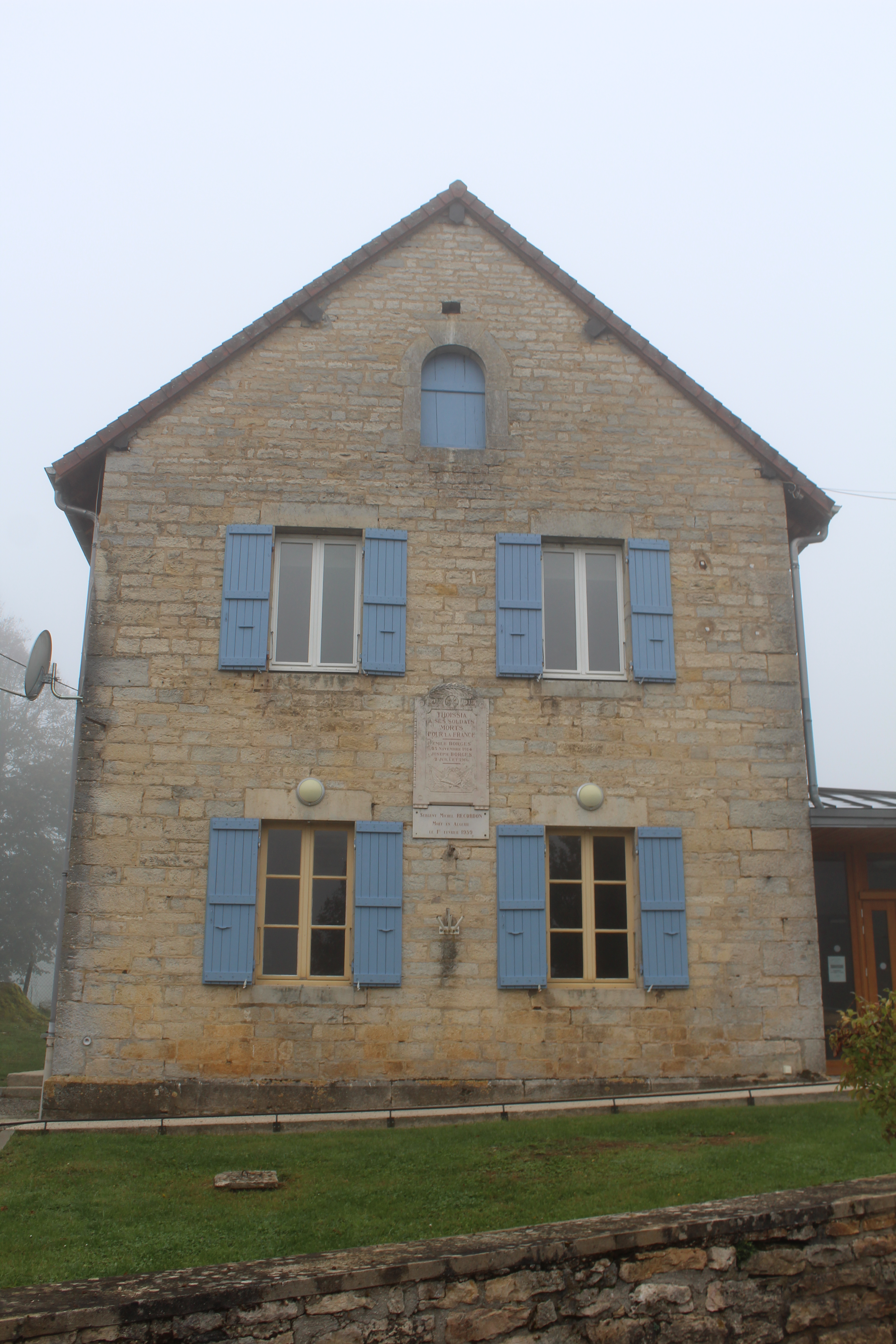
Mairie Thoissia
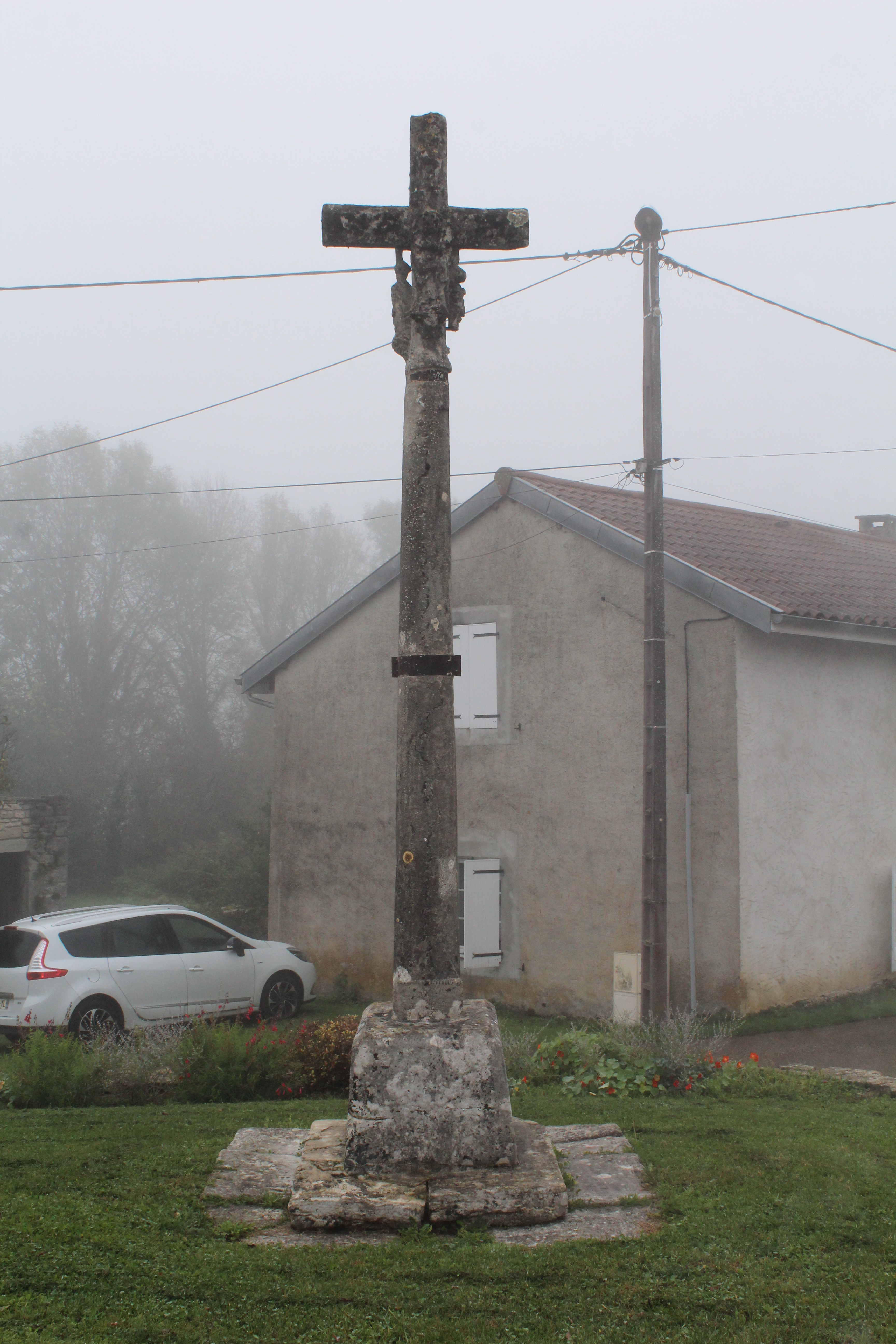
Flurkreuz
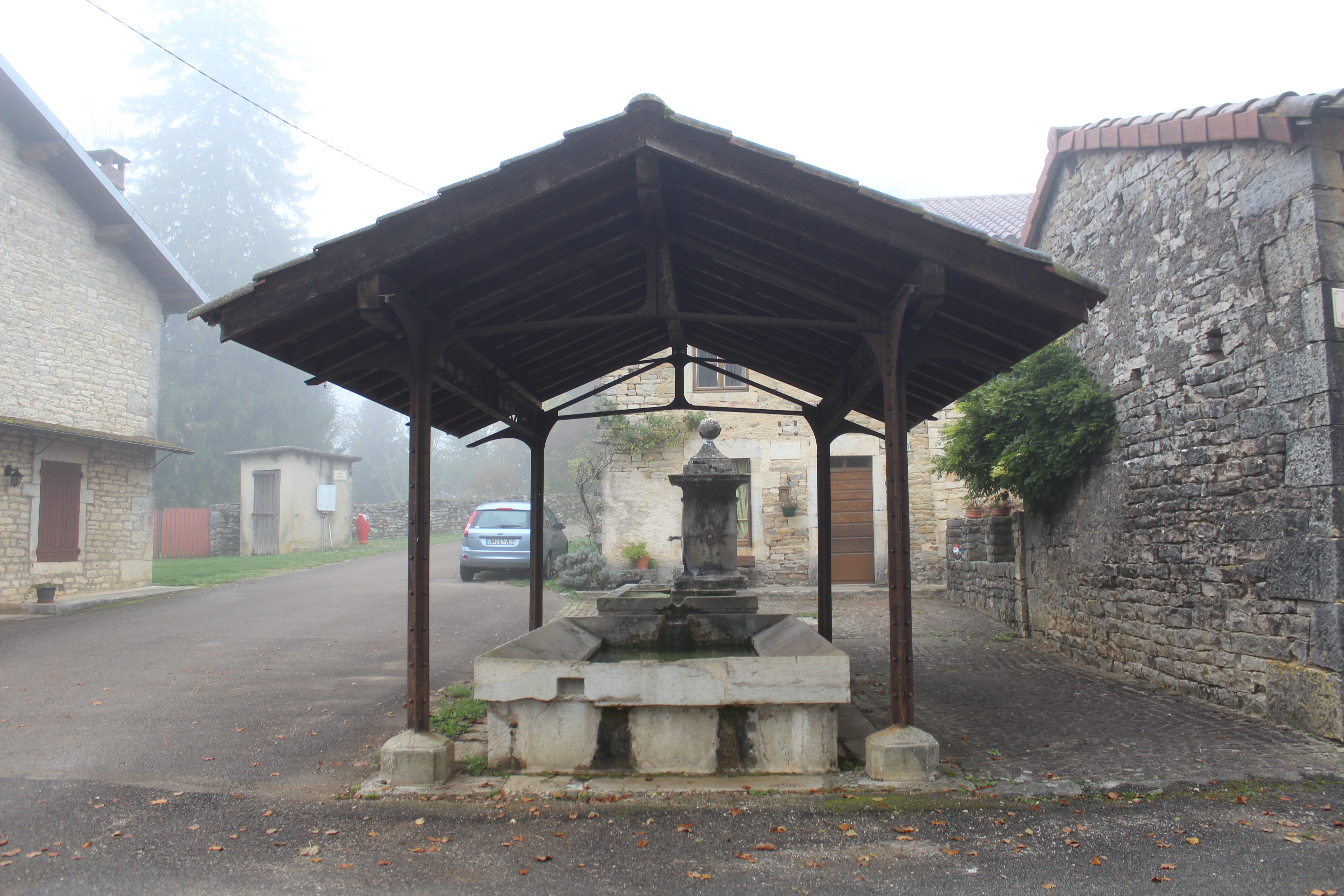
Einer der Brunnen in Thoissia